# Історія уфології
Історія уфології — галузь знань, яка займається дослідженням розвитку уявлень уфології, а також уфологічних концепцій минулого.

## Передумови для виникнення уфології

### Палеовізити
В ХХ столітті було переглянуто більшість релігійних текстів і часописів, серед який було знайдено сотні свідчень, що можна віднести до об'єкта дослідження в уфології.

### Нерозпізнані аероплани і аеростати 1912—1915 рр
Восьмого січня 1913 газета «Dover Telegraph» опублікувала свідчення Джона Хоббса, що спостерігав в шторм темну матерію із вогнями, що прилетіла із моря, і яка видавала шум. Від 31 січня 1913 було відомо про аналогічні спостереження в різну погоду «Нерозпізнаних аеропланів» (із ввімкненими прожекторами) над містечками Кардіф, Ньюпорт, Ніт. Тоді же в січні 1913 спостерігалась масовість неопізнанних аеростатів в небі над Румунією, зокрема в таких містах як Костанца, Бреіла, Фокшані, Окнеле-Марі, Ясси, Хирлеу, Тирговіште, Зімніча, Сучаві, тутові, Ботошані та ін. очевидцями яких були жандарми, воєнні і звичайні громадяни. Були також видані перші воєнні рекомендації по спостереженню за такими об'єктами. Того же року аналогічні об'єкти спостерігались над Чернівцями, незважаючи на заборону польотів над Буковиною Австрійським урядом. 6 січня 1913 над Камянець-Подільським спостерігався аеростат що світився як зоря («Одеські Новини» № 8915), а 26 січня над Бірзула був помічений аероплан із різнокольоровими прожекторами який перетнув австрійський кордон («Одеські новини» № 8933).

## Історія уфології за межами радянського простору

### Перші уфологічні організації
З кінця 1940-х рр. спершу в США, а потім і в усьому світі за прикладом США з'являлося безліч груп зі збору і вивчення повідомлень про спостереження невпізнаних літаючих об'єктів. Окрім незліченних неформальних уфологічних організацій, окремі проєкти з досліджень НЛО організовувалися урядами різних держав. Ймовірно, перша сучасна група з вивчення НЛО була створена в 1943 р. англійцями, стурбованими польотами фу-винищувачів.

### Кінець 1940-х: зародження уфології
У 1947 р. К. Арнольд побачив дев'ять незрозумілих літаючих предметів, що рухалися з немислимою тоді надзвуковою швидкістю. Звістка про ці «літаючі тарілки» швидко облетіла всю Америку, в результаті чого мало не щодня з'являлися очевидці НЛО. Незабаром їх накопичилося так багато, що ВПС США підняли тривогу, припустивши, що вони запускаються СРСР.

### Вивчення «літаючих тарілок» Збройними силами
Для дослідження феномену ВПС США створювали різні секретні проєкти.
У березні 1947 ВПС США почали співпрацювати з пресою. Журнал «Life», який досі висловлював зневагу до НАЯ, обмінюючись інформацією з ВПС, опублікував статтю Роберта Гінни і Бредфорд Дарраха «До нас гості з космосу?». Ця стаття викликала безліч відгуків, статей про НЛО. Так, «New York times» розкритикувала статтю, оголосивши описувані випадки спостереженням аерозондів.

### Проєкт «Сайн»
23 вересня 1947 на авіабазі Райт-Паттерсон генерал-лейтенант Нейтан Туайнінг написав секретний лист на ім'я командувача ПС, в якому вказував на необхідність «наказом штабу ЗС створити першочерговим секретний під кодовою назвою проєкт для ретельного вивчення феномена в цілях узагальнення всіх наявних даних, які стосуються справи, з подальшою їх передачею в різні центри Армії і Флоту, до Комісії з атомної енергії, Експериментально-дослідний комітет, Науково-консультативна рада ПС, в НАСА, а також „Ренд корпорейшн“, у відділ двигунів Комісії з атомної енергії — на предмет внесення зауважень і рекомендацій з поданням попередніх відгуків у протягом 15 днів з моменту подачі і докладних висновків протягом 30 днів у міру проведення досліджень. Абсолютно необхідний повний обмін інформацією».
30 грудня 1947 генерал-майор Грайгі заснував запропонований Туайнінгом проєкт «Сайн» (англ. Project Sign [Архівовано 27 грудня 2010 у Wayback Machine.]). У пресі, де скоро почали з'являтися повідомлення про нього, проєкт називався «Saucer». Серед випадків, розслідувалися в рамках проєкту «Сайн» — загибель Т. Мантелла. Проєкт був скасований 16 грудня 1948.

### Британська група дослідження «Літаючих тарілок»
Міністерство оборони Великої Британії було стривожене повідомленнями про появу передових неопізнаних літальних апаратів. Дослідницька група була сформована в 1950 році, на основі рекомендацій хіміка Генрі Тізарда і здійснювала співпрацю із дослідниками проєкту «Сайн». Менше ніж через рік, керівництво проєкту (FSWP), зробило висновок, що більшість спостережень були помилками ідентифікації, оптичними ілюзіями або містифікаціями, і вирішили зупинити прийом повідомлень і зайнятись випадками, які не вдалось ідентифікувати. У 1952 році керівництво дало відповідь прем'єр-міністру Вінстону Черчиллю, після його запиту про НЛО, що вони не виявили ніяких доказів позаземних космічних кораблів..

### Проєкт «Магніт»
Проєкт Магніт був створений Вілбертом Б. Смітом з Департаменту транспорту, метою проєкту було вивчення магнітних явищ, зокрема геомагнетизму, як потенційного методу руху для транспортних засобів. Сміт вважає, технології НЛО можуть нам згодитися для вирішення транспортних проблем. Останньою доповіддю з проєкту була доповідь про те, що не вдалося розгадати загадку переміщення НЛО. Він виділив лише 25 повідомлень про НЛО в 1952 році, яким не міг дати пояснення. Разом з групою Сміт паралельно створив комітет, який збирав свідчення очевидців. Пізніше вони прийшли до висновку, що без якісно розробленої методики, повідомлення не є придатними для наукового аналізу.

### Проєкт «Градж»
11 лютого 1949 почав роботу секретний проєкт «Градж» (англ. Proect Grudge). Від проєкту «Сайн» він успадкував велику кількість незнайдених пояснень, щодо випадків спостереження НЛО. В «Граджі» діяла негласна політика заперечення існування НЛО: всі описувані випадки пояснювалися або наглядом відомих науці атмосферних або астрономічних явищ, а також галюцинаціями або ілюзіями. Деталі свідчень очевидців, що суперечили таким висновкам, ігнорувалися. Однак 23 % достовірних випадків все одно не вдалося дати пояснення. У доповіді «непізнані літаючі об'єкти — Проєкт „Градж“. Технічна доповідь № 102-AC 49/15-100» або просто Градж-доповідь (серпень 1949 р.) робиться загальний висновок: «Немає ніяких доказів того, що об'єкти, про які йде мова, є продуктом передових наукових розробок іноземної держави, і, отже, вони не становлять загрози для безпеки країни. Виходячи з цього, рекомендуємо скоротити обсяг проведених досліджень НЛО. Головному управлінню технічному ВПС продовжити вивчення лише тих донесень, які містять зримі реалістично технічні деталі». Після складання Градж-доповіді, вивченням випадків стали займатися ще менше. Висловлювалися думки, що наявність проєкту тільки стимулює повідомлення про НЛО, і 27 грудня 1949 проєкт був офіційно розпущений, хоча і продовжував ще свою діяльність.

### Проєкт «Синя книга»
10 вересня 1951 о 15.15 радіолокаційна станція Форт-Манмета, Нью-Джерсі, засікла майже що над собою невідомий об'єкт на висоті 93 000 футів, що підтвердилося візуальним спостереженням операторів. Цьому передував інший випадок: близько 11 години ранку та ж радіолокаційна станція вже фіксувала, що вздовж Атлантичного узбережжя низько летить об'єкт та різко і швидко змінює азимут. Льотчики Т-33, які пролітали повз об'єкт, нібито бачили 30-50-футовий сріблястий диск. На наступний день, в 13.30, засікли об'єкт, що то знижувався, то піднімався.
Про ці випадки стало відомо начальнику розвідки ВВС, генералу Кабелло. Зібравши 13 вересня того ж року нараду і опитавши викликаних до Вашингтона пілотів T-33, штаб Кабелло вирішив вислухати представника офіційно вже не існуючого проєкту з вивчення НЛО «Градж» лейтенанта Джеррі Каммінгса, який поспішив пояснити випадки спостереженням зондів і температурної інверсії, що викликала перешкоди в радарі. Генерал залишився незадоволений звісткою про те, що повідомлення про НЛО практично не досліджуються, і було віддано розпорядження заснувати новий секретний проєкт з вивчення «літаючих тарілок».
27 жовтня 1951 був виданий наказ про заснування нового проєкту, але все ще під назвою «Градж», начальником якого був призначений Едвард Руппельт. У березні 1952 р. проєкт був перейменований у проєкт «Блакитна (Синя) книга» (англ. Blue book): «слово „Градж“ вже застаріло, і кодову назву „Синя книга“ ми вибрали тому, що так називаються тести в коледжах, а й тести, і проєкт однаково рясніють незрозумілими і заплутаними питаннями» (Руппельт). Найзнаменитішим випадком, що розслідувався в рамках проєкту, було вивчення Руппельтом повідомлень про Лаббокські вогні; у ході розслідування здійснювалося не тільки розсилання анкет передбачуваним очевидцям, їх опитування і перевірка фото-і відеоматеріалів, а й відбувалося вивчення метеорологічних зведень, астрономічних даних та маршрутів літаків з метою їх зіставлення з розповідями людей, які повідомляли про спостереження НЛО. Проєкт був закритий у 1969 р., саме після комісії Кондона.
В офіційній заяві Міністерства ВПС США про закриття проєкту «Синя книга», зробленому в грудні 1969 р., говорилося: «З закінченням проєкту „Синя книга“ анулюється контроль ВПС над програмою з дослідження НЛО», тобто повідомлялося тільки про анулювання контролю за дослідженнями НЛО з боку ВПС, а не про ліквідацію самих досліджень. Розрахована на те, щоб створити враження про повне припинення досліджень НЛО в США по державній лінії, заява загалом досягла своєї мети, тобто зіграла роль чергового заходу з дезінформації. Насправді ж американська влада продовжувала збір даних і дослідження НЛО, що незабаром підтвердилося.
В травні 1970 р. начальник відділу зв'язку з громадськістю Міністерства ВПС полковник Колеман в листі НІКАП вказав, що відповідальність за невідомі атмосферні явища несе тепер командування повітряно-космічної оборони (КВКО), а передача і обробка повідомлень як і раніше проводиться порядком, встановленим директивою Комітету начальників штабів «JANAP-146». Заява про те, що дослідженням НЛО займається тільки КВКО, не стала несподіваною, бо Хайнек та Фрідман вже давно писали, що багато важливих матеріали по НЛО завжди направлялися безпосередньо КВКО і в Агентство Національної Безпеки, минаючи «Синю книгу». У вже згадуваному меморандумі Управління наукових досліджень ВВС, складеному в 1969 р., також вказувалося, що після ліквідації проєкту «Синя книга», доповіді про НЛО, що зачіпають інтереси державної безпеки, повинні як і раніше передаватися по каналах ВВС, спеціально створених для цієї мети. А місцеві відділення поліції повинні відповідати за повідомлення, які потрапляють в коло їх відповідальності. Відповідно до зазначених інструкцій, збір даних про НЛО у всіх видах збройних сил США триває, і військовослужбовці, які спостерігали НЛО, як і раніше заповнюють опитувальні листи встановленої форми і направляють їх по інстанції, а дані про фіксацію НЛО засобами розвідки і раніше передаються як повідомлення першорядної важливості з індексами CIRVIS або MERINT, як це передбачено чинною директивою Комітету начальників штабів «JANAP-146». Причому ці дані, як і раніше, забороняється повідомляти пресі і населенню. У 1974 р. начальник відділу зі зв'язків з громадськістю Міністерства армії генерал Хілл в листі Кевіцкому, зокрема, підтвердив, що армія продовжує збирати повідомлення спостерігачів про НЛО, хоча і не вважає, що вони обов'язково мають позаземне походження.

### Комісія Робертсона
2 грудня 1952 р. вийшов меморандум ЦРУ, де Маршалл Чедвелл (англ. Chadwell) писав, що «повідомлення про подібні інциденти переконують нас у тому, що відбувається щось, що вимагає вживання негайних заходів … Поблизу важливих оборонних пунктів США спостерігаються об'єкти невстановленої приналежності, що переміщаються на великій висоті з величезною швидкістю, причому ці об'єкти свідомо не відносяться до відомих нам типів літальних апаратів, а самі події не можуть бути пояснені природними явищами».
І вже 14 січня 1953 р., відразу після «хвилі» спостережень НЛО в США 1952 р., в 9.30 ранку, в Пентагоні було оголошено про відкриття організованого ЦРУ «Науково-консультативної наради з непізнаними літаючими об'єктами», де професор Говард Робертсон (англ . HP Robertson) (голова), Л. Альварес, фізик-теоретик С. Гудсміт, доктор Ллойд Беркнер — вчені розглядали повідомлення про НЛО і займалися їх статистичним аналізом. Повіреним у секретні обставини контактів льотчиків і військових з НЛО, їм було доручено проаналізувати ці свідчення і з'ясувати, чи дійсно НЛО являють собою невідоме науці явище або ж всі достовірні випадки спостереження «літаючих тарілок» через нестачу відомостей або з іншої випадкової причини викликані невірним. Упізнання атмосферних або астрономічних явищ, добре відомих, вивчених, змодельованих та описаних у науковій літературі. Серед представників ВПС США там були присутні уфологи: начальник проєкту «Синя книга» Едвард Руппельт і професор Аллен Хайнек. Нарада тривала до 17 січня 1953,2199 документуваннь, відібраних ВПС США випадків, вивчалися в комісії Робертсона, кожен з випадків незалежно розслідували дві групи вчених. Якщо обидві групи давали ідентичні пояснення, то це пояснення стверджувалося, якщо ж було неможливо дати яке-небудь пояснення, то випадок обговорювалося вченими спільно, в повному складі. В результаті з усіх розглянутих випадків 240 були відсіяні за браком відомостей, а непояснених випадків залишилося 434. Вивчення характеристик об'єктів у цих випадках показала: імовірність того, що всі невідомі явища є наслідком незадовільного впізнання відомих науці явищ менше 1 %.
Один з висновків комісії: «Ми абсолютно впевнені, що не зазначено випадків, в яких феномени могли являти собою іноземні об'єкти, здатні здійснювати ворожі дії, і немає доказів того, що феномени демонструють необхідність перегляду сучасної наукової концепції». Також відзначалося: «Концентрація на повідомленнях про феномени призводить до виникнення загрози для справного функціонування органів захисту національної політики» і пропонувалися програми зі зниження інтересу населення США до непізнаних літаючих об'єктів. Але О. Хайнек залишився незадоволений результатами наради: "Увага комісії, як з'ясувалося, було в основному спрямовано на питання оборони і безпеки, а зовсім не наукові. Того і слід було очікувати, адже захід був організований ЦРУ, ним же інструктувано … упереджений «суд над очевидцями НЛО» вочевидь.

### Воєнно-Повітряні Сили США
Незадовго після повідомлення К. Арнольда про спостереження ним в 1947 р. НЛО в підвідомчому ВПС США Центрі авіаційно-технічної розвідки (Атіс) виникла група, що займалася аналізом повідомлень про «літаючі тарілки», що надходять з секретних об'єктів, з ядерних полігонів Нью-Мексико, Невади, Каліфорнії. За всю історію вивчення НЛО Військово-повітряними силами на озброєнні були три основні гіпотези: позаземна, антропогенна і версія їх природного походження.
29 липня 1952 на прес-конференції начальник розвідки ВПС генерал-майор Джон Самфорд заявив: «ВПС шанують непорушним обов'язком впізнавати, вивчати будь-яку річ, що опинилася в повітряному просторі і представляє потенційну загрозу США. У силу цього зобов'язання ще в 1947 році ми створили проєкт „Сайн“, а потім як його продовження іншу, більш представницьку розгалужену організацію, вивчили близько двох тисяч подібних донесень … Зацікавленість наша пояснюється аж ніяк не інтелектуальної допитливістю, а прагненням оцінити, визначити можливу загрозу США . І сьогодні ми можемо заявити: не існує нічого такого, що сприймалося хоча б як віддалена перспектива, віддалене застереження того, що ми яким би то не було чином могли ототожнити з загрозою національній безпеці …».

### Центральне розвідувальне управління
За словами уфолога Дональда Кіхо, «тривалий час ЦРУ пильно стежило за всім, що мало відношення до НЛО, а також і за діями ВВС (як зізнався мені адмірал Хілленкоттер, почалося це з 1948 року, коли він був директором ЦРУ)». ЦРУ довго підозрювало у приховуванні інформації про НЛО. Після прийняття Закону про свободу інформації в 1976 р. були оприлюднені документи, з яких випливало, що, на думку ЦРУ, непізнані атмосферні явища не становлять загрози для безпеки США, проте захоплення ними населення країни може бути використано Радянським Союзом.
24 вересня 1952 вийшов меморандум ЦРУ, написаний Маршаллом Чедвеллом (англ. Chadwell), в якому висловлювалися побоювання: «Становище з „літаючими тарілками“ загрожує двома небезпечними моментами, які, з огляду на міжнародну напруженість, можуть позначитися на національній безпеці … З часом з'ясувалося, що, незважаючи на появу НЛО в багатьох точках земної кулі, в радянській пресі були відсутні які б то не було повідомлення або коментарі, нехай навіть сатиричні, на цю тему … Оскільки не становить секрету, що преса в СРСР знаходиться під державним контролем, залишається визнати, що повне мовчання є результат офіційного політичного рішення, прийнятого на найвищому рівні. Таким чином, слід дати відповіді на такі питання:
- чи можуть контролюватися такі спостереження;
- чи можуть передбачати появи НЛО;
- чи можна їх використовувати для ведення психологічної війни або в наступальних, або в оборонних цілях.

Заклопотаність суспільства подібними явищами вказує на те, що значна частина населення морально підготовлена до того, щоб повірити в немислиме. Саме тут полягає небезпека створення масової істерії і паніки.
Система повітряного попередження США залежить від поєднання спостереження об'єктів на екранах радарів і візуального спостереження. Ми виходимо з того, що СРСР має в своєму розпорядженні потенціалом, достатнім для нанесення повітряного удару по США. Однак тепер необхідно зважати на те, що в будь-який момент часу в небі, разом з десятком повітряних об'єктів відомого походження, може перебувати якесь число літальних апаратів невстановленої приналежності. Тобто ми повинні мати на увазі, що під час атаки з повітря ми опинимося не в змозі в реальних бойових умовах моментально відрізнити помилкові цілі від справжніх. Тоді, у міру зростання напруги, виникає небезпека помилкових тривог і ще більша небезпека прийняття реальної мети за помилкову … Я вважаю цю проблему настільки важливою, що вона повинна бути розглянута Радою національної безпеки з метою прийняття скоординованих зусиль усього співтовариства для її рішення».
Для вирішення цього питання пропонувалося удосконалювати методи розпізнавання помилкових («фантомів») і реальних цілей (військової техніки противника), досліджувати повідомлення про НЛО на предмет можливого їх використання для ведення психологічної війни і, можливо, обмежити доступ населення до інформації про цей предмет. У січні 1953 р. спеціально для цього створена ЦРУ вчена комісія Робертсона, що винесла рішення про те, що інтерес населення до НЛО, котрий зростав після «хвилі» спостережень НЛО в 1951 р., необхідно знижувати, а всі цивільні уфологічні групи «повинні знаходитися під контролем через їхній можливо сильний вплив на думку мас, якщо прийняли широкий розмах, спостереження все ж таки дадуть позитивний результат».

### Комісія Кондона наприкінці 1960-х
Наприкінці 1965 р. ВПС США почали створювати незалежну від ЦРУ дослідну комісію під керівництвом фізика доктора О'Брайен, членами якої були вчені, в тому числі і психологи. Скликана одного лютневого дня 1966 р., вона почала наполягати на розсекреченні, передачу вченим всіх матеріалів, що стосуються НЛО, і створення в американських університетах груп для збору та дослідження вхідних повідомлень про них.
В цей же час в Енн Арбор (Мічиган) стали повідомляти про польоти НЛО. Приміром, 20 березня 1966 р. у поселення Декстер очевидець зі своїм сином нібито побачив, як у болото опустився «метеор». Коли вони підійшли до того місця, то побачили жовту піраміду, від якої виходив білий і синьо-зелене світло. Розповідають, що коли очевидці підійшли на 500 футів до об'єкта, світіння стало червоним, і об'єкт зник. Далі, 87 студенток з Хіллсдейлского коледжу, що біля Енн Арбор, розповідали, що вночі бачили що летить протягом близько 4:00 над заболоченою місцевістю яскраво світиться предмет, а їх соочевидець, представник керівництва коледжу (за сумісництвом репортер), повідомляв, що предмет цей був кулястим і летів погойдуючись. Були і інші повідомлення.
Уфолог Аллен Хайнек, зайнявшись випадками в рамках проєкту ВПС США «Синя книга», припустив, що деякі з них можуть бути пояснені горінням метану, хоча і не надав пояснення ні одного якого-небудь конкретного випадку. Засоби масової інформації в той час прагнули викрити уряд у приховуванні відомостей про НЛО, так що заяви Хайнекен викликали дебати[1]. Конгресмен Джеральд Форд, якого ці дебати зачепили, наполягав на втіленні ідей комісії О'Брайен. 5 квітня 1966 під натиском Форда і конгресмена від штату Південна Кароліна, голови Комітету збройних сил Палати представників Конгресу США Менделя Ріверса відбулося засідання Комітету, присвячене проблемі НЛО, на якому були присутні: командувач ВПС Гарольд Браун (Harold Brown), майор Гектор Квінтанілла (Hector Quintanilla) і А. Хайнек.
Так уряд прийшов до рішення доручити розбір повідомлень про НЛО університету Колорадо в Боулдері. Керував цією роботою фахівець з квантової механіки Едвард Кондон. У жовтні 1966 р. Кондон створив свою команду і при повній гласності взявся за роботу. (Щоправда, багато випадків не розглядалися комісією Кондона.)
Згодом деякі, по всій видимості, співробітники Кондона ознайомили уфологів Джеймса Макдональда і Аллена Хайнека з виявленим ними меморандумом Роберта Лоу, де повідомлялося, що дослідження комісії "буде проведено майже виключно неупередженими вченими, які можуть і, ймовірно, знайдуть масу доказів того, що зафіксовані спостереження не мають ніякого відношення до реальності. Весь фокус, як я вважаю, полягає в тому, щоб представити проєкт громадськості так, ніби він є об'єктивним.. Вчені, які передали меморандум за межі комісії Кондона, були потім звільнені, деякі ж пішли самі із солідарності до них та ознайомили з меморандумом журнал «Look», який відразу його і опублікував.
У 1968 р. комісія Кондона підготувала так звану «Кондоновску доповідь», в якій стверджувалося, що всі повідомлення про спостереження НЛО пояснюються вивченими наукою явищами, а тому для науки феномен НЛО не представляє інтересу і вивченню не підлягає, хоча і не всім явищам, які описуються в доповіді, були дані задовільні пояснення. Видавши стільки серйозних наказів, директив та інструкцій, американська влада після доповіді Кондона, звичайно, не відмовилися від подальшого дослідження НЛО. У Збірнику польотної інформації, виданому в 1972 р. картографічним центром Міністерства оборони США, було прямо вказано, що дослідження, проведені Кондоном, не мали ніякого значення для керівництва Пентагону.

### RAND корпорація
Корпорація RAND підготувала короткий внутрішній документ під назвою «НЛО: Що робити?» опублікований у листопаді 1968 року., У статті дали історичну довідку про НЛО, говорили коротко про питання, що стосуються позаземного життя і міжзоряних подорожей, представлено кілька тематичних досліджень та обговорень по НЛО, розглянули гіпотези, і створили рекомендації щодо подальших досліджень.

### Проєкт «Ідентифікація»
У 1973 році хвиля спостережень НЛО на південному-сході Міссурі викликала інтерес Харлі Д. Рутледжа, професора фізики в Університеті Міссурі, результатом цього було проведено великі польові дослідження цього явища. Результати були опубліковані в книзі «Визначення проєкту: перше наукове дослідження явищ НЛО». Книга була орієнтована на правильність спостереження таких явищ. однак Рутледжу на вдолось опублікувати результати своїх досліджень, оскільки засоби масової інформації вже сформували негативне відношення до феномену НЛО і його дослідників

### Агентство свободи інформації (FOIA)
Узагальненням і аналізом усіх повідомлень про НЛО, одержуваних з видів Збройних сил, КВКО, НАСА, держдепартаменту і інших відомств США займається Агентство військової розвідки, а узагальнені дані аналізу доповідає безпосередньо міністру оборони. Представники Розвідуправління МО довгий час заперечували, що в їхньому разпорядженні є якісь узагальнені матеріали по НЛО. Але після судових процесів проти ЦРУ та Агентства Національної Безпеки Розвідуправління МО в 1985 р. видало уфологічним організаціям 37 другорядних документів по НЛО обсягом 137 сторінок, заявивши що в нього залишилося ще 16 документів, які не підлягають розсекреченню. Доказом того, що Пентагон як і раніше цікавиться діями НЛО не тільки над територією США, а й в усьому світі, з'явилися офіційні документи ВПС і КВКО про польоти НЛО над позиціями стратегічних ракет і базами бомбардувальників у листопаді 1975 р. і про інцидент з двома " фантомами «над Тегераном в 1976 р., зміст яких було опубліковано в газеті» Вашингтон пост "(1979. січень) після випадкової витоку відомостей з Пентагону.
Наведені нижче дані свідчать про триваюче участі ЦРУ у зборі матеріалів по НЛО. Після прийняття в 1975 р. поправки до закону про свободу інформації американські уфологічні організації спробували отримати доступ до засекречених документів ЦРУ по НЛО, але ЦРУ під різними приводами відмовлялося це зробити. Тоді громадські організації «Наземне спостереження за літаючими тарілками» і «Громадяни проти секретності НЛО» подали до суду на ЦРУ. На засіданні окружного суду у Вашингтоні, що відбувався в липні 1978 р. у присутності генерального прокурора США, з'ясувалося, що ЦРУ має у себе в загальній складності 10000 сторінок документів по НЛО. Однак ЦРУ погодилося розсекретити тільки невелику частину цих документів обсягом в 2763 сторінок і відмовилося розкрити зміст інших, заявивши, що деякі з них вже знищені, а інші ще залишаються секретними, тому що пов'язані з національною безпекою або тому, що ще не вийшли їхні терміни розсекречення . Прокурор узяв під захист ЦРУ і прийняв позов тільки по тих документах, які ЦРУ погодилося розсекретити. Між іншим, колишній спеціальний помічник директора ЦРУ Марчетті підтвердив у 1979 р., що мають місце класичні ознаки приховання зацікавленості ЦРУ в дослідженнях НЛО. У результаті аналізу розсекречених документів виявилося, що ЦРУ збирає найважливіші повідомлення про НЛО з усього світу і тільки за 1975 р. зібрано 8500 таких повідомлень.
Підтвердженням цьому стали пам'ятні записки, датовані 1977 р., що опинилися серед документації по НЛО, яку ЦРУ видало організації «Наземне спостереження за літаючими тарілками». У 1983 р. представник ЦРУ підтвердив Гуд, що Центральне розвідувальне управління проявляє інтерес до НЛО у зв'язку з тим, що ймовірний противник може розробляти нові системи озброєння, які можуть виглядати як непізнані літаючі об'єкти. З розсекречених документів ЦРУ з'ясувалося також, що певна частина документів по НЛО прямувала в інше важливе державна установа — Агентство Національної Безпеки. Тоді організація «Громадяни проти секретності НЛО» звернулися в АНБ з вимогою відповідно до закону про свободу інформації оголосити наявні в нього документи по НЛО, але отримала відмову з посиланням на те, що АНБ нібито не має відношення до НЛО. Після відмови в 1979 р. ця організація подала до суду на АНБ, і при розгляді цього питання представник АНБ змушений був визнати, що у них є, принаймні, 254 документи [Архівовано 16 жовтня 2011 у Wayback Machine.], пов'язаних з НЛО. Однак окружний суд ухвалив рішення, що зазначені документи не підлягають розголошенню під приводом того, що це може завдати шкоди національній безпеці. Верховний суд затвердив постанову окружного суду. ФБР і НЛО. Директор ФБР у період з 1966 р. по 1972 р. неодноразово заявляв, що дослідження НЛО не входять в обов'язки цього бюро. Але після розсекречення 2000 сторінок документів ФБР з цього питання з'ясувалося, що воно з 1950-х і до початку 1979-х рр.. активно збирало і накопичувало інформацію про НЛО, вело листування про них з ВПС і ВМС і примушувало очевидців тримати язик за зубами. У червні 1977 р. ФБР повідомило відділ науки і технології Білого Дому, що, не маючи юридичного права проводити розслідування спостережень НЛО, воно буде передавати всю інформацію з цього питання до Міністерства ВВС. НАСА і НЛО.
Відділ зовнішніх зносин Національного управління з аеронавтики і дослідження космічного простору в 1978 р. зробив заяву, в якій вказувалося, що хоча НАСА і є основним джерелом, який відповідає на запити громадськості, спрямовані Білому Дому з проблеми НЛО, але саме воно не займається дослідженням НЛО; при цьому НАСА відомо, що повідомлення про НЛО, що проникають в повітряний простір США, викликає особливий інтерес у військових. У документі Управління спеціальних досліджень ВВС, що стосується НЛО, виданому в 1980 р., вказувалося, що кілька організацій, очолюваних НАСА, теж активно займаються відповідними дослідженнями під відволікаючим прикриттям Центру повідомлень про НЛО берегової та геодезичної служби. При цьому НАСА просіває отримані спостереження і розподіляє їх за відповідними військовим відомствам відповідно до їх інтересам. В інструкції НАСА, виданої для Космічного центру імені Кеннеді ще в 1967 р., персоналу Центру наказувалося якнайшвидше реагувати на повідомлення про спостереження фрагментів космічних апаратів і НЛО, але ні за яких обставин не обговорювати походження цих об'єктів.
Цікаво також, як різко змінювалися погляди деяких американських державних діячів після того, як вони отримали доступ до важливих джерел інформації. Під час своєї передвиборної компанії в 1976 р. Картер, будучи тоді губернатором штату, заявив, що, на його думку, уряд США надмірно дбає про збереження в таємниці відомостей про НЛО і пообіцяв репортерам, що якщо він стане президентом, то зробить доступними населенню всі наявні в країні відомості про НЛО за умови, що розсекречення цієї інформації не зашкодить інтересам країни. Цього, однак, не відбулося, тому що те, що хотів зробити Картер — кандидат в президенти, вже не зміг зробити Картер [Архівовано 7 лютого 2014 у Wayback Machine.] — президент, бо його, мабуть, переконали, що це зашкодить інтересам США. Наведені нижче приклади показують, що вищі органи американської адміністрації продовжують приділяти серйозну увагу проблемі НЛО.
У лютому 1978 р. НАСА підтвердило, що НЛО є предметом особливої уваги Ради Національної Безпеки — вищого державного органу, постійними членами якого є президент, віце-президент, державний секретар і міністр оборони. Це ще раз підтвердилося у 1981 р., коли директор ІКУФОН фон Кевіцкій направив президенту Рейгану [Архівовано 7 лютого 2014 у Wayback Machine.] два меморандуми, в яких висловлювалася стурбованість з приводу загрози, нібито існуючої для нашої планети з боку НЛО. У ці меморандуми були включені двадцять розсекречених урядових документів і матеріали про дії збройних сил різних країн проти НЛО.
У листопаді 1981 р. фон Кевіцкій отримав відповідь від імені Ради Національної Безпеки (на його бланку), підписаний головним радником при президенті США генерал-майором Швейтцером, в якому говорилося: Президент добре обізнаний про загрозу, яку Ви настільки наочно документували, і робить все, що в його силах, щоб якомога швидше і в той же час обережно вишукати можливість у сфері національної оборони для забезпечення безпеки. Ця відповідь, звичайно, являє великий інтерес, по-перше тому, що є офіційним визнанням того, що проблемою НЛО в США зараз займаються вищі державні органи, і по-друге, визнанням того, що американська держава пов'язує проблему НЛО з національною обороною, тобто цікавиться нею насамперед у військовому відношенні. Дуже знаменно також, що після того, як зміст цієї відповіді просочилося в пресу, Швейтцер був відразу звільнений у відставку. Ця історія коротко викладена в журналі «Природа і людина».
Думка про загрозу можливого вторгнення з космосу і в подальшому не покидала Рейгана. Підтвердженням цьому стали його слова, сказані М. С. Горбачову під час Женевських переговорів: "Уявіть собі, що Землі погрожують вторгненням ворожі інопланетяни. Як легко ми знайшли б тоді дозвіл існуючих між нашими країнами розбіжностей "(правда. 1986.6 січня). Речі, Рейган, будучи губернатором штату Каліфорнія, в 1974 р. сам був очевидцем НЛО. Підлітаючи на своєму літаку до Бекерсфілду, він побачив яскраве джерело світла, що рухався зигзагоподібно, і дав вказівку пілоту переслідувати його. Але це джерело через деякий час кинувся вгору і зник. Після історії із збитим НЛО над Південною Африкою фон Кевіцкій направив у січні 1990 року президентам США Д. Бушу і СРСР М. Горбачову новий меморандум, в якому запропонував «для забезпечення безпеки нашої планети»: — створити міжнародний конгрес з безпеки у зв'язку з глобальною діяльністю сил прибульців (НЛО); — створити всесвітній департамент з космічним справах для пошуку контактів і зв'язку з силами прибульців (НЛО); — встановити офіційний контакт з «Галактичної владою», перш ніж озброєна оборона землян спровокує фатальну космічну війну; — зробити авторитетні заяви для громадськості, що стосуються цієї гострої та небезпечної проблеми.
У додатку до цього меморандуму наведені описи збиття НЛО над Південною Африкою і контактів екіпажу "Аполлона-11 «з НЛО на Місяці. Підтвердженням того, що вище військове керівництво США і зараз продовжує вести глибоко засекречені дослідження НЛО, можуть служити дані, наведені в тільки що вийшла книзі Г. Блюма» Там далеко, далеко. Таємна стеження уряду за інопланетянами «. У цій книзі Блюм пише, що напередодні Різдва 1986 монітори НАСА зареєстрували в повітряному просторі США непізнані літаючі об'єкти, які здійснювали в повітрі» абсолютно неможливі "маневри. Через два місяці після цього в Пентагоні була створена нова суворо засекречена група з вивчення НЛО в складі 17 представників військової розвідки, агентства Національної безпеки і ЦРУ на чолі з полковником Г. Філліпсом (Ленінградська правда.1990.24 жовтня). Відомі також висловлювання державних діячів і відомих учених, які свідчать про збереження в глибокій таємниці всіх досліджень НЛО.

### Невідомі організації
Наприкінці 1940-х рр.. співробітники секретного проєкту ВПС США з вивчення повідомлень військових про спостереження НЛО «Сайн» зіткнулися з проблемою: приїжджаючи на місце події, співробітники «Сайн» з'ясовували, що деякі невідомі особи вже бували тут, представлялися співробітниками розвідки або офіцерами ВПС, допитували очевидців і говорили їм, щоб вони не розголошували подробиці своїх спостережень. Згодом Пентагон визнавав, що в той час діяла ще одна уфологічна група.
У газеті «National Enquirer» (1976) було вміщено заяву вже згадуваного сенатора Голдуотера про те, що, на його думку, "уряд США веде надзвичайно секретні дослідження НЛО, але ми нічого не знаємо про це і, мабуть, не дізнаємося доти, поки Пентагон цього не розкриє ". Цю ж думку висловив в 1979 р. відомий американський фахівець з ядерної енергетики професор Мак-Кемпбелл, який заявив: "Федеральний уряд США завжди заперечувало свою зацікавленість у проблемі НЛО, але нещодавно стало відомо, що воно безперервно займається дослідженнями цих об'єктів, і в нього десятиліттями втягнуті ФБР і ЦРУ ". Таким чином, уривчасті дані про триваючі дослідженнях НЛО в США, що стали відомими громадськості, мабуть, є лише вершиною айсберга, що не дозволяє судити про справжні масштаби діяльності Пентагону і ЦРУ в цій області в даний час. Але навіть ця, що стала доступною нам інформація, свідчить про те, що Сполучені Штати Америки продовжують займатися засекреченими дослідженнями НЛО на державному рівні і надають цій проблемі великого значення

### Дослідження GEPAN, SEPR і GEIPAN
GEPAN — французька уфологічна організація. Одним з основоположників французької уфології був містик Еме Мішель.
У березні 1977 р. у Франції міністр Робер Галлі по французькому телебаченню повідомив, що заклопотане польотами Невідомих Аерокосмічних Явищ (НАЯ) Міністерство оборони займається їх вивченням. 1 травня 1977 французьким урядом було ухвалено рішення про створення групи вчених з вивчення невідомих аерокосмічних явищ (GEPAN), а її керівником був призначений доктор Клод Поер з Французького аерокосмічного агентства в Тулузі. Згодом Поера змінив доктор астрономії, мабуть, Ален Естрелья. Саме GEPAN займалася розслідуванням спостереження яйцеподібного об'єкту в Транс-ан-Провансі.
21 лютого 1983 в «Санді Таймс» була опублікована замітка «Пошук» літаючих тарілок «припинено!», де зазначалося, що уряд закриває проєкт GEPAN, що розглядається як «дорога забава», хоча проєкт продовжував функціонувати до офіційного відновлення у 1983 р. У своїй монографії 1983 р. співробітник GEPAN П'єр Герен писав, що уряд намагається «змусити вчених заперечувати існування НЛО». Згодом, на початку 1990-х, почали їм висловлюватися звинувачення в ігноруванні деяких випадків.
Група дослідження неідентифікованих аерокосмічних явищ (GEIPAN) є підрозділом Центру космічних досліджень в Тулузі Національного центру космічних досліджень (CNES). Група створена в 2005 році і є наступницею попередньої групи що була розформована і мала назву SEPR.
Представником від цієї структури для суспільства є Блан І. Керівництво франції чудово розуміє, що безпекою не варто нехтувати — а для повної безпеки потрібно спостерігати за небом, в даному випадку спостерігачами виступають всі громадяни держави. Вся група складається із кількох осіб, які знаходяться на державні службі, ці особи аналізують повідомлення які поступають від громадян-очевидців через посередництво жандармерії і національної поліції (задача яких допомогти очевидцям заповнити анкети, анкети сформовані настільки влучно, що по суті вони відіграють основну роль в аналізі свідчень), також приходять повідомлення від національної безпеки, Головного управління цивільної авіації, військово-повітряних сил, Національного центру наукових досліджень, Метеофранс, а також із Національного центру космічних досліджень.

### Проєкт «Хессдален» та Проєкт EMBLA
З 1981 року в області близько Хессдален в Норвегії, де найчастіше спостерігаються невпізнані літаючі об'єкти. Проєкт Хессдален [Архівовано 25 травня 2011 у Wayback Machine.] (1983—1985, 1995 — по нині) був здійснений в основному із допомогою спостереженнь за явищами автоматичними камерами які надало норвезьке міністерство оборони Науково-дослідницькому інституті, підтримка також здійснювалась і із Університету в Осло і Університету Бергена, в тей же час відкритий проєкт Ембла (1999—2004) бувініціативою групи італійських учених на чолі з Массімо Теодорані із Інституту ді Радіосастрономія ді Болонья.
Обидва дослідження підтвердили реальність цього феномену і зробили багато записів на камери та на інше технічне обладнання, таке як радар, лазерні та ІЧ-камери, феномен так і не отримав наукове пояснення. Дослідники з проєкту Ембла припустили можливість того, що туту задіяна атмосферна плазма.

### Проєкт «Кондайн»
Британське міністерство оборони опублікувало у 2006 році 460-сторінкову доповідь під заголовком Невідомі Повітряні явища у Великій Британії протиповітряної оборони регіону, оснований на дослідженні з військової розвідки. У якому обговорюються британські повідомлення про НЛО, отримані в період з 1959 по 1997 рік.
В доповіді стверджується, що НЛО дійсно реальні,, але не представляють ніякої загрози для національної оборони. У доповіді йдеться про те, що немає ніяких доказів, що НЛО не мають ніякого відношення до інопланетян, і не являють собою тверді предмети які можуть бути загрозою для зіткнення. Хоча в дослідженні зізнаються, що лишилось кілька не пояснюваних випадків, і рекомендують припинити спостереження оскільки це не принесе чогось корисного для воєнної розвідки.

### Група Старрока
З 29 вересня по 4 жовтня 1997 проводився в Таррітауні. що в Нью-Йорку — семінар із вивчення інцидентів НЛО. Засідання було розпочато Петром А.. Старроком, який переглянув доповідь Кондона і знайшов в ній фальсифікації. Міжнародна група експертів складалася з дев'яти вчених фізики, які відповіли на вісім найкращих слідчих повідомлень про НЛО. Остаточна доповідь про роботу семінару була опублікована під назвою «речові докази, пов'язані з НЛО» в журналі із наукових досліджень в 1998 році. У дослідженні робиться висновок, що явища мають наукову цінність.

### Комітет COMETA
COMETA (Comité d'Études Approfondies, «Комітет для поглибленого дослідження») є приватною французькою групою, яка в основному складається з високопоставлених осіб з Міністерства оборони Франції. У 1999 році група опублікувала дев'яностосторінкову доповідь під заголовком «Les OVNI et la défense: à quoi doit-on se préparer?» («НЛО і оборона: До чого нам готуватися»?). У доповіді проаналізовано різні випадки НЛО і наведено висновок, що НЛО є реальним, комплексом літаючих об'єктів, і що позаземна гіпотеза має високу ймовірність правильного пояснення феномену НЛО. Дослідники рекомендували французькому уряду пристосуватися до реальності явища і проводити подальші дослідження.

### Проєкт «Розкриття»
9 травня 2001, двадцять державних службовців з військових і цивільних організацій розповіли про свій досвід в області НЛО і про заборону розповідати про НЛО, в Національному прес-клубі в Вашингтоні, округ Колумбія . Прес-конференція була ініційована Стівеном М. Гріром, засновником Проєкту «Розкриття», який має на меті оприлюднення того, що уряд приховує про феномен НЛО. Мета прес-конференції була в створенні громадського тиску через засоби масової інформації для того щоб Конгрес ООН приділив увагу цьому. Хоча основні американські ЗМІ старались зробити громадський тиск, проте інтерес швидко згас.

### Група Симінгтона
12 листопада 2007, на прес-конференції, організатором був колишній губернатор штату Аризона Файф Симінгтон, яка відбулася в Національному прес-клубі у Вашингтоні. Дев'ятнадцять колишніх пілотів і військових та цивільних посадових осіб говорили про їхній досвід з НЛО, і вимагали, щоб уряд США брав участь у новому дослідженні явища. Детально ця конференція показана в фільмі Джеймса Фокса «НЛО — реальні: я знаю що я бачив»[недоступне посилання з травня 2019] — унікальний документальний американський фільм у якому дають інтерв'ю десятки видатних учених, воєнних, космонавтів, президентів, очевидців та звісно ж дослідників цих явищ.

## Історія радянської уфології

### Всесоюзна Уфологічна Асоціація
14 жовтня 1990 року відповідно до Рішення Установчої конференції Українська секція увійшла до Всесоюзної уфологічної асоціації (що зареєстрована 10 квітня 1991 Міністерством юстиції СРСР).
З 1991 р. все стало змінюватися. Укр. НТТ РЕС, відділившись від Москви, осталось без фінансування. Секція втратила єдину матеріальну базу для проведення науково-технічних нарад. Економічні труднощі на якийсь час вибили всіх з сідла. Київська секція значно зменшилася в кількості
членів, але проводила свої місцеві заходи в Будинку вчених НАН України.
11 січня 1991 р. Владивостокська міська рада народних депутатів зареєструвала Асоціацію «Уфології і енергоінформаційного обміну» керівником якої був назначений А.Смолянников, за свій час існування асоціація увійшла у Всесоюзну Уфологічну Асоціацію, а в 1995 р. розвалилась.
З розпадом СРСР Асоціація продовжувала залишатися чинним об'єднуючим уфологічним органом і перебувала в постійному контакті з усіма організаціями Союзу, в тому числі надала Секції вимірювальну техніку для польових випробувань на території України та Англії.
В 1999 р. була спроба провести Міжнародну науково-практичну конференцію «Фундаментальні фізико-технічні проблеми ключових технологій XXI століття».
Конференція ставила завдання оцінки перспектив і шляхів вирішення найважливіших проблем у наступному тисячолітті. Пропонувалися такі основні напрямки на конференції:
1. Проблема енергетики XXI століття.
2. Стратегія космічних досліджень початку III тисячоліття.
3. Новітні транспортні засоби з екстремальними експлуатаційними характеристиками.
4. Проблеми об'єднання фундаментальних полів як ключ до принципово нових джерелам енергії, новітніх технологій зв'язку і засобів наддалекої космічного зв'язку.

Планували, що в конференції братимуть участь вчені АН та університетів з різних країн різних континентів світу, щоб проаналізувати всесвітні наукові досягнення в основних галузях наук і визначити найближчі перспективи розвитку цих галузей.
Г. С. Писаренко обговорив проведення запланованій конференції з Б. Є. Патоном, який підтримав захід, і НАН України повинна була брати участь.
Був створений Організаційний і Програмний комітети конференції, до яких увійшли вчені високого рангу з Росії, Новій Зеландії, США, Україна, від яких вже було отримано згоду на участь у роботі конференції. Був ретельно продуманий план майбутньої конференції.
Г. С. Писаренко і В. Г. Писаренко створили брошуру "Основні напрями доповідей і обговорень на планованої Міжнародної конференції "Фундаментальні фізико-технічні проблеми ключових технологій XXI століття «(видана НТТ РЕЗ України в 1999 р.). Брошура визначила теми обговорення для доповідачів, а також була ефективним посібником для можливих спонсорів заходу.
Проте, цьому добре підготовленому заходу не судилося збутися. Спонсори майже не відгукнулися, а незабаром Г. С. Писаренко відійшов у найкращий із світів.

### Неофіційні організації
В 1992 була створена Харківська координаційна рада УКУФАС під керівництвом Белецького А. В.
Однак організаційний конфлікт в 1993 р. що виник в середині ради, основою якого послужили поділ грошей, адже знайшлись люди які хотіли на цьому на живитись, це і послужило причиною розвалу цієї ради. Пізніше появились інші самозванці (В.Поканевич, А.Анфалов), які заявили що вони теж координатори цієї вже не існуючої організації.
Відомо що існували і десятки інших організацій (див. Список уфологічних організацій).
З'являється спеціалізована література (наприклад, республіканська газета „Уфолог Україна“ — видається УКУФАС з жовтня 1991 року, літературно-художні і науково-популярні журнали для любителів фотографії, подорожей, історії та культури, незвичайних явищ, пригод, НЛО і фантастики „Непоседа“ — видається в Харкові з січня 1992 року і т. д.), знімаються науково-популярні фільми („У пошуках прибульців“, 1987 р., „НЛО з 1908 …“, 1991 р.;» НЛО над Одесою ", 1991 р., і т. д.). Слід згадати і цикли науково-пізнавальних телепередач Андрія Всеволодовича Дмитрука — «Реальність неможливого» і "Діалог з Сфінксом «, а також науково-пізнавальну передачу» Свічадо "творчого об'єднання «Наука», в яких неодноразово піднімались уфологічні проблеми і теми інших аномальних явищ, супутніх «Феномену ААЯ».
Для боротьби з уфологічної неграмотністю були організовані школи уфології. Такі курси працювали при центрі «Статус» (Київ) і при Київському інституті інженерів цивільної авіації (КІДЦА). Великою популярністю і повагою серед українських уфологів на початку 1990-х років користувалася і московська уфологічна школа «Базис» при «Союзуфоцентрі» (згодом «Уфоцентрі»). Багато поважаючих себе видань періодично публікували хронологію появ НЛО, та різні уроки уфології.

### Крах досліджень
Націоналізація уфологічних досліджень (рівно як і в інших республіках минулого СРСР) призвело до повного розпаду давно налагодженої системи співпраці, кожна частина ВСНТТ стала окремою незалежною і не контрольованою ланкою, одні секції зразу же припинили свою діяльність, інші якось старались втриматись за рахунок Всесоюзної Уфологічної асоціації. Проте уціліли донині лише одиниці.
Помилковим також було повернення із терміну ААЯ на про-американський термін НЛО який вже повяз у бруді сенсацій і у міських легендах — що викликало втрату термінології і зведення всіх досліджень до аматорських.

### Найвідоміші міфи про радянську уфологію
В умовах хаосу 90х, вся уфологічна діяльність була зведена на нівець. Про досягнення минулого нові покоління забули, а архіви використовувались не за призначенням (наприклад як макулатура, чи за іншими «вандальськими» потребами). В умовах капіталізації суспільства, країни капіталістичного устрою звернули свою увагу на пострадянські країни. Об'єктом їхнього інтересу була також і радянська уфологія. Про-те знайшлось досить багато любителів заробити на сенсаціях, які дезінформували ЗМІ як пострадянські та і американські.
Так виникли міфи, найвідомішими із них є:
Брехня Соколова та Платова«Найдивніше, що на противагу численних описах різного роду контактів з інопланетянами, зібраними в колекціях уфологів, в рамках проєкту, який використав величезний спостережний потенціал армії і цивільних організацій, не зафіксовано жодного повідомлення про посадку НЛО, про контакти з пілотами НЛО, про викрадення людей на НЛО. Можливо, з якихось причин протягом принаймні 13 років територія СРСР була закрита для відвідування інопланетних візитерів, або гіпотеза інопланетного походження НЛО неспроможна. Будь-який серйозний дослідник проблеми НЛО повинен рахуватися з цим результатом».
На перший погляд, усе логічно. Важко засумніватися у підсумковому резюме двох вчених, які безпосередньо брали участь у програмі державних досліджень НЛО.
«Вони ж повинні знати правду!» — Подумає будь-який пересічний дослідник, не знайомий з архівами проєкту «Сітка». Але сумніви виникають відразу, коли починаєш гортати звіти, підготовлені іншими учасниками проєкту, наприклад посадка в м. Державінську, що в Казахстані (архів Сетка-АН. НДЦ-22. в/ч 67047), аварія в м. Кропоткін, що на Кубані (архів НТТ РЕС Київська секція), в тому числі були метеріальні деталі невідомого об'єкта, які були проаналізовані в Інституті Ядерних Досліджень АН УРСР. І тут же виникає питання — з якою метою Платов і Соколов свідомо спотворили факти? Чи не говорить це про те, що дослідження НЛО і ААЯ продовжуються досі і проєкт «Сітка» не був закритий на початку 90-х років. І таких недомовок безліч.
Розглядаючи знаменитий фляп в червні 1980 року, Платов і Соколов зводять його до спостереження очевидцями запуску штучного супутника Землі: "Масове спостереження аеростатоподібного об'єкта в ніч з 14 на 15 червня 1980 на величезній території Європейської частини Росії викликано запуском з космодрому Плесецьк ШСЗ «Космос-1188». Через приблизно годину той же супутник «наслідив» в іншому регіоні земної кулі — над Південною Америкою. При цьому вони немов через незнання опускають факти одночасного спостереження аномальних об'єктів і безпосередній контакт одного з очевидців з НЛО.
Обидві «Сітки» — АН і МО — закрилися відразу після серпневого путчу в 1991 році. А в 1993 році унікальні документи, зібрані за 13 років роботи, були продані полковником Міністерства оборони Борисом Соколовим.
З чуток, офіційним замовником виступало ЦРУ. Американці — телепродюсер Кнепп і нікому не відомий уфолог Грем — «зняли офіс у Москві, найняли людей, що колись пов'язаних з „Сітка“, і з їх допомогою знайшли тих, хто „прихватизував“ архіви.
Всього за кілька тисяч доларів були куплені опису 400 найзагадковіших випадків, включаючи бойові зіткнення НЛО з нашими літаками.
Інші документи продавець просто спалив у себе на дачі: дружина пиляла, що вони займають дуже багато місця …»

## Уфологія в незалежній Україні
Після розвалу СРСР інтерес до феномену НЛО і ААЯ почав суттєво знижуватись як у дослідників так і в простих громадян нової незалежної і суверенної держави. Викликано було тим, що фінансування державних проєктів було прикрито, більшість дослідників феномену вже були пенсійного віку, та і нові ентузіасти вже «кормились» американськими сенсаціями, і не знали про державні дослідження в СРСР. Саме так виникла масовізація уфоманії, і ненормативної термінології, появилось безліч свідчень спостереження рідких атомосферних і техногенних явищ яких називали НЛО, появилось безліч підробок, які почали масово розповсюджуватись через ЗМІ. Дивлячись на це, нові покоління вчених почали уникати дослідження феномену, адже це із новими проамериканськими мірками вже стало не модно і анти науково.

### Українська уфологія— період 90-х
В перші роки незалежності громадський інтерес до феномену НЛО і ААЯ був у занепаді, але аж ніяк не був викорінений з суспільної свідомості. Поступово окремі групи ентузіастів об'єднувалися в товариства уфологів, налагоджувалися зв'язки всередині країни. Вивченям НЛО і ААЯ продовжували займатися одинаки — кандидати та доктори наук, глибоко переконані у своїй правоті, віддані справі, які розуміли виняткову наукову і політичну важливість проблеми. У цілому ж, уфологічна структура України
зазнала значних змін, першочерговою причиною чого була політична нестабільність в країні. І тільки до середини 1990-х років в країні спостерігається пожвавлення в уфологічних колах, «розквіт» повноцінного інтересу до проблеми. І не тільки в суспільних колах, а й у військових теж.
Наказом міністра оборони України збір інформації про ААЯ покладено на Головний гідрометеорологічний центр Збройних Сил України, про що повідомив у пресі наприкінці грудня 1995 начальник центру Ю. Луньов («Дзеркало тижня» від 30.12.1995). У обов'язок центру входить і оперативне оповіщення вищих посадових військових осіб про феномен. Інтерес військових до проблеми ААЯ закономірний: факти подібного роду існують і потребують пояснення. До честі військових, вони ніколи не сумнівалися в реальності ААЯ і необхідності їх вивчення.

### Уфологія початку 2000-х
Із початком нового тисячоліття українська уфологія почала трохи відроджуватись. Саме в цей період були створені нові організації, такі як:
- Сумське міське молодіжне товариство «Центр уфологічних досліджень — Контакт» створене в 2000 році і проіснувало до 2005 року, керівником був Романченко В. Л., згодом було інтегроване в УНДЦА «Зонд»
- Сумський проєкт «НЛО в Україні», створений в 2002, керівником був Хвостов С. А., пізніше Ципкін Д., проіснував аж до 2010 року, інтегрований в УНДЦА «Зонд» Романченко В. Л. та Хвостов С. А. взяли участь у ток-шоу «Подвійний доказ» на телеканалі «1+1»[недоступне посилання з червня 2019] (однак більшість інтерв'ю було вирізано із метою залишити питання доказів невирішеним та залишити характер розважального шоу)
- Вінницька обласна комісія по вивченню АЯ у довкіллі, керівник Олексюк Р., ним було надано коментарі в газеті «Хрещатик», «33 канал» № 26 18.06.2008та № 27 30.06.2010 , а також опубліковано статтю в газеті «Україна молода»
- Харківський клуб дослідників непізнанного при Харківському планетарії, проіснував в 2009—2010 роках, керівником був Петров С. О., інтегрований в МДЦ «EIBC» Петров С. надав два ітерв'ю для телеканалу «ОТБ».
- Незалежна група по дослідженню фізичних контактів «Скайвочинг Україна», проіснувала в 2008—2009 роках, керівником був Калитюк І. М., пізніше була закрита і створена як Міжнародний Дослідницький Центр «EIBC» вийшла із уфологічних досліджень та змінила предмет досліджень, нині інтегрована в МЦВП ЮНЕСКО.
- Філіали російського дослідницького руху «Космопошук в Україні» (що був створений у 1994 році) нині рух існує в Київській області, Закарпатській, Івано-Франківській, Одеській, Миколаївській, Черкаській, Тернопільській, Кіровоградській, Полтавській, Дніпропетровській, Сумській, Харківській, Запорізькій, Донецькій областях, та в Криму), керівником із 2002 року є Чорнобров В. А., наступник відомого фантаста Казанцева А. П.

### Закарпатський уфологічний клуб «УФОДОС»
Закарпатський уфологічний клуб «УФОДОС»(можна розшифрувати як «УФОлогічні Дослідження») — неофіційна організація, яка існує з жовтня 1998 року. Керівником клубу був вибраний Сочка Я. А через відсутність в Закарпатській області уфологічних організацій (починаючи з 1989 року в Закарпатській області досить регулярно спостерігалися НЛО, але систематизацією та аналізом цих повідомлень ніхто не займався). Діяльність організації зводилася до збору, зберіганню та обробці уфологічної інформації, яка надходила з території Закарпатської області, а в міру множення членів-кореспондентів, клуб почав акумулювати НЛО-повідомлення, що надходять з усієї України (відповідно, розширювався штат і цілі клубу). Сьогодні клуб УФОДОС займає одну з лідируючих позицій в питаннях збору інформації про НЛО над Україною, в координації уфологічних досліджень, в розробці спеціалізованого програмного забезпечення і т. д.
Сочка Я. надав інтерв'ю газетам: «Факти і коментарі» 17.03.2004[недоступне посилання з червня 2019], «Кореспондент» № 1/2008 [Архівовано 13 червня 2010 у Wayback Machine.], «Старий Замок Паланок» № 35(846)13-19.09.2007 [Архівовано 11 червня 2012 у Wayback Machine.], «Експрес» (рубрика «Тема», 18 ст.) 5-12.02.2009 [Архівовано 20 вересня 2013 у Wayback Machine.], інтернет-видання «Хай-вей» 22.10.2009 [Архівовано 18 травня 2012 у Wayback Machine.], «Ужгород» (газета міської ради та міськвиконкому) № 1(573)15.01.2010 [Архівовано 5 лютого 2010 у Wayback Machine.], Новини Закарпаття 17-18(3586-3587) 13.02.2010 [Архівовано 13 травня 2012 у Wayback Machine.], Український репортер 25.06.2010 [Архівовано 16 вересня 2011 у Wayback Machine.], Донбас 30.01.2010 [Архівовано 15 березня 2016 у Wayback Machine.], «Високий Замок» № 125 8-14.07.2010 [Архівовано 20 вересня 2013 у Wayback Machine.], «Старий Замок Паланок» № 39(1003) 7-13.10.2010 [Архівовано 6 жовтня 2012 у Wayback Machine.], а також новина про створення UFOBUA [Архівовано 28 грудня 2010 у Wayback Machine.] яка облетіла близько 100 різних газет в Україні та за її межами.
Узяв участь у створенні передачі «Територія загадок» на Мукачівській телестудії «М-сектор»[недоступне посилання з червня 2019]. А Лазавенко І. надав інтерв'ю для телеканалу ТВЦ 22.11.2009
Див. детальніше стаття про Клуб УФОДОС

### Український науково-дослідний Центр вивчення аномалій «Зонд»
Український науково-дослідний Центр вивчення аномалій (УНДЦА) «Зонд» — громадська організація, яка із 2004 року займається науковим вивченням аномальних явищ на терені України. Організація підпорядкована Київському політехнічному інституті, факультеті авіації і космічних систем, і фінансується повністю за власні кошти. Рішення щодо утворення УНДЦА «Зонд» було прийнято 21.10.2004 на першому засіданні, ініціаторами його створення зокрема стали О. Ф. Пугач, А. С. Білик, О. П. Прус.
УНДЦА «ЗОНД» є інтелектуальним наступником відомої Комісії із вивчення аномальних явищ, що діяла в УРСР із 1978 р, і яку очолював академік Г. С. Писаренко
У своїх дослідженнях УНДЦА «Зонд» спирається в основному на наукові методи, уникаючи невизначеності та сакралізації проблеми. Переважне число учасників Центру є співробітниками наукових і освітніх установ, мають наукові ступені та є фахівцями у своїх галузях.
Аномальні явища розглядаються Центром як неперіодичні швидкоплинні явища в оточуючому середовищі, прояви якого на початковому етапі досліджень не узгоджуються із існуючими положеннями сучасної науки. Основною спеціалізацією діяльності Центру є дослідження неототожнених літальних об'єктів.
Метою діяльності УНДЦА «ЗОНД» є систематизація та аналіз наявної інформації про аномальні явища, їх ототожнення та встановлення природи їх походження; налагодження широкої кооперації зі спорідненими організаціями як в Україні, так і за її межами.
Центр співпрацює з багатьма зарубіжними колегами та організаціями, ведеться обмін досвідом та напрацьованими методиками досліджень.
Центром здійснюється ґрунтовна теоретична та практична діяльність в сфері вивчення аномальних явищ. Під його егідою видаються наукові та науково-популярні статті, книги. За період діяльності УНДЦА «Зонд» проведено понад 20 експедицій та виїзних досліджень; учасниками Центру видано понад 50 публікацій у фахових виданнях, ЗМІ та Інтернет; щорічно реєструється близько 30..40 повідомлень про спостереження аномальних явищ, з яких основна маса — спостереження НЛО.
Широка взаємодія здійснюється зі ЗМІ, насамперед в контексті збору повідомлень та популяризації свідомого відношення потенційних очевидців.
Наукові засідання координаційної ради Центру проводяться двічі на місяць.
Організаційно Центр поділений на Сектори, кожен з яких відповідає за певний напрямок діяльності.
Управління здійснюється Координаційною радою, в яку входять постійні учасники секторів та визнані експерти в сфері вивчення аномальних явищ.
Білик А. надав інтерв'ю для газети «Сьогодні» 30.01.2008 [Архівовано 14 лютого 2011 у Wayback Machine.], ділового тижнивика «Всім» № 19(101) 14.03.2008, «Комсомольської правди» 28.03.2008 [Архівовано 17 жовтня 2012 у Wayback Machine.], 28.08.2008 [Архівовано 12 квітня 2013 у Wayback Machine.], «Донбас» 23.07.2010 [Архівовано 15 грудня 2010 у Wayback Machine.], разом із Кульським А. та Мироновим М. в газеті «Фокус» 06.11.2010 [Архівовано 15 грудня 2010 у Wayback Machine.], «Рівне вечірнє» № 83 16.11.2010[недоступне посилання з червня 2019], «Сьогодні» 04.03.2011[недоступне посилання з червня 2019].
УНДЦА взяли участь у створенні телепередач на телеканалі «Інтер»: «Обережно НЛО»[недоступне посилання з червня 2019], «Полювання на НЛО», «Зворотний бік Місяця»[недоступне посилання з червня 2019]. Надавали інтерв'ю для телепередач на каналах Інтер, СТБ, К1, Сіті, ICTV, НТВ.